# Friedrich Hufnagel
Friedrich Hufnagel (* 1. Januar 1840 in Ravolzhausen; † 6. Februar 1916 in Hanau-Kesselstadt) war ein evangelischer Pfarrer im Bereich der Hanauer Union.

## Leben
Friedrich Hufnagel wurde als Sohn des Lehrers Heinrich Hufnagel und dessen Frau, Maria Margarethe, geborene Kuhl, geboren und besuchte die Hohe Landesschule in Hanau und studierte ab 1861 an der Philipps-Universität in Marburg evangelische Theologie. Seitdem gehörte er der Marburger Burschenschaft Arminia an. 1865–1867 war er Pfarrgehilfe in Steinau an der Straße, wo er zugleich Rektor einer Privatschule war. Am 8. März 1867 wurde er ordiniert und trat eine Pfarrstelle in Kirchbracht an. 1870–1884 wechselte er als Pfarrer nach Langenselbold. Zum 1. Oktober 1884 wurde er Pfarrer in Kesselstadt, später dann auch „Königlicher Kreisschulinspektor“ für den Bezirk Bergen. Verheiratet war er mit Julie Zorn, Tochter des Eigentümers eine Brauerei.
In Kesselstadt betätigte er sich maßgeblich an der ganzen Palette bürgerlichen Vereinslebens in der Region, unter anderem dem Hanauer Bezirksverein des Gustav-Adolf-Werks, dem Hanauer Tierschutzverein, dem Vogelschutzverein und dem Bienenzüchterverein, oft auch in Vorstandsfunktionen.
Ab 1884 betrieb er die Errichtung einer Kinderheilanstalt in Bad Orb, außerdem den Neubau der evangelischen Kirche in Kesselstadt, der Friedenskirche, die 1904 eingeweiht wurde.

## Ehrungen
Nach Friedrich Hufnagel ist eine Straße im Hanauer Stadtteil Kesselstadt benannt.